# Хитопадеша

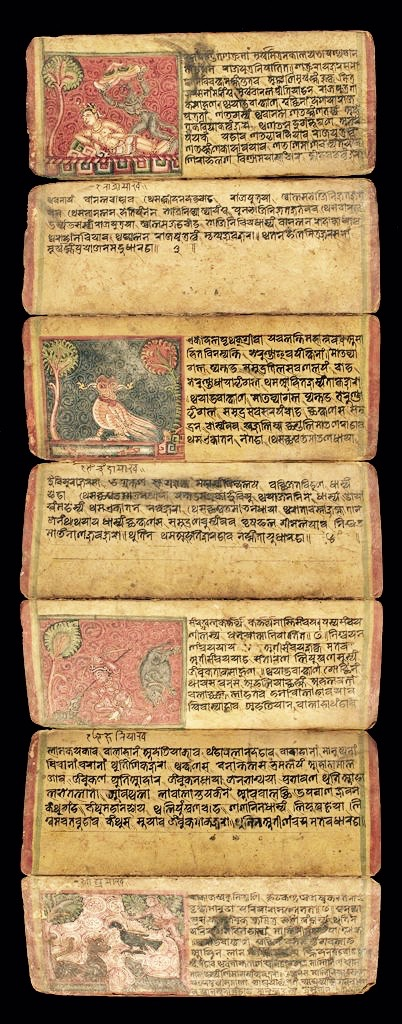

«Хитопадеша» (санскр. हितोपदेशः, IAST: Hitopadeśa) — сборник басен на санскрите в прозе и стихах, составленный в XII веке н. э. Представляет собой независимое переложение более древнего сборника рассказов, басен и притч «Панчатантра», то есть «Пятикнижие», предположительно сформировавшегося в эпоху Гуптов (II—VI вв. н. э.). Рассказы из этой книги разошлись по многим странам.

## История
Единственное указание на личность автора «Хитопадеши» находится в заключительных стихах произведения, дающих нам имя Нараяна (नारायण), упоминается покровительство ему некого раджи Дхавалачандры. Данный автор и его правитель нигде более в источниках не встречаются. Вполне вероятно, что Нараяна был пандитом и наставником, занятым в суде Дхавала Чандры. В окончательном стихе содержится призыв к богу Шиве, возможно, автор был шиваистом.
Книга имеет много общих рассказов с «Панчатантрой», считается, что автор «Хидопадеши» переписал, улучшил и дополнил собственными рассказами это более раннее произведение. Название было получено из двух слов, «хита» (हित) и «упадеша» (उपदेश), сочетание которых переводится как «Добрые советы». Автор говорил, что основная цель создания «Хитопадеши» — поучение молодых умов, с целью взращивания сознательных взрослых.
После «открытия» книги Уильямом Джонсом в 1786 году она была переведена на английский язык Чарльзом Уилкинсом, а затем другими на большинство основных языков мира.
Первый перевод на русский язык осуществлен был в 1908 году Д. Н. Кудрявским. В 1958 году опубликован был адаптированный для детей сокращенный перевод В. Быкова и Р. Червяковой, в котором опущены почти все стихи и имена богов. Полный перевод памятника, с сохранением всех стихотворений, был выполнен в конце 1970-х годов известным филологом-индологом П. А. Гринцером и включен им в опубликованный в 1982 году сборник «Индийская средневековая повествовательная проза».

## Характеристика
Одна из самых читаемых санскритских книг в Индии, «Хитопадеша» относится к жанру «обрамлённой повести» и содержит короткие истории, кладезь нравственности и знаний, рассказанные будто бы животными животным и преподанные в виде поучений мудрецом Вишну Шармой избалованным сыновьям раджи Сударшаны. Басни из «Хитопадеши» написаны очень логично и просто и не надо делать много усилий, чтобы выяснить, какова их мораль. «Хитопадеша» была переведена на многие языки и была распространена по всему миру. Она очень популярна во многих странах и является одной из самых читаемых книг для детей. Даже в современном мире, она продолжает удивлять людей своей простотой, многие люди до сих пор вдохновляются её баснями.

## Издания на русском языке
- Хитопадеша / Пер. с хинди Вл. Быкова и Р. Червяковой. Рис. Мурли Р. Ачарекара. — М.: Детгиз, 1958. — 160 с .: ил.
- Хитопадеша, или «Доброе наставление» // Индийская средневековая повествовательная проза / Пер. с хинди П. А. Гринцера. — М.: Худ. лит-ра, 1982. — С. 21-155.
- Хитопадеша, или Полезные наставления. Индийские притчи / Пер. с англ. — М.: Эксмо-Пресс; Харьков: Изд-во «Око», 2000. — 480 с. — (Антология мудрости). — ISBN 5-04-006527-2.